# Anton Koolhaas
Anton Koolhaas (ur. 16 listopada 1912, zm. 16 grudnia 1992) – holenderski dziennikarz, pisarz oraz scenarzysta filmowy.
W 1936 roku zadebiutował jako prozaik opowiadaniami, których głównymi bohaterami były zwierzęta. Od 1967 roku był dyrektorem wyższej Szkoły Filmowej w Amsterdamie. Był też autorem sztuk scenicznych oraz scenariuszy filmowych.

## Wybrana twórczość literacka
- 1933 - De deur
- 1939 - Stiemer en Stalma
- 1956 - Poging tot instinct
- 1957 - Vergeet niet de leeuwen te aaien
- 1958 - Er zit geen spek in de val
- 1959 - Gekke Witte
- 1960 - Een gat in het plafond
- 1961 - Weg met de vlinders
- 1962 - Een schot in de lucht
- 1963 - Een pak slaagin
- 1964 - De hond in het lege huis
- 1964 - Een geur van heiligheid
- 1966 - Niet doen, Sneeuwwitje
- 1967 - Vleugels voor een rat
- 1968 - Andermans huid
- 1969 - Ten koste van een hagedis
- 1970 - Corsetten voor een libel
- 1970 - Mijn vader inspecteerde iedere avond de Nijl
- 1970 - Noach
- 1972 - De nagel achter het behang
- 1972 - Blaffen zonder onraad
- 1973 - Vanwege een tere huid
- 1974 - Een punaise in de voet
- 1975 - De geluiden van de eerste dag
- 1976 - Tot waar zal ik je brengen?
- 1977 - De laatste goendroen
- 1977 - Een kind in de toren
- 1978 - Een pak slaag
- 1978 - Nieuwe maan
- 1980 - Raadpleeg de meerval
- 1981 - Een aanzienlijke vertraging
- 1983 - Sprookje
- 1985 - Liefdes tredmolen en andere dierenverhalen
- 1990 - Alle dierenverhalen

## Scenariusze filmowe
- 1979: Juliana in zeventig bewogen jaren
- 1975: Dokter Pulder zaait papavers
- 1972: Bij de beesten af
- 1966: De Stem van het water
- 1963: Alleman
- 1950: De Dijk is Dicht